# Wolseley 16/60
O  Wolseley 15/60 e 16/60  são uma família de modelos de porte médio da British Motor Corporation.